# Memento mori
Pour les articles homonymes, voir Memento Mori.
Memento mori est une locution latine qui signifie littéralement « Aie à l'esprit que tu meurs », c'est-à-dire « Souviens-toi que tu te meurs », mais qui est généralement rendue en français par « Souviens-toi que tu vas mourir » bien que l'infinitif mori soit au présent et que l'on puisse donc donner une traduction comme « Souviens-toi que tu es en train de mourir ». 

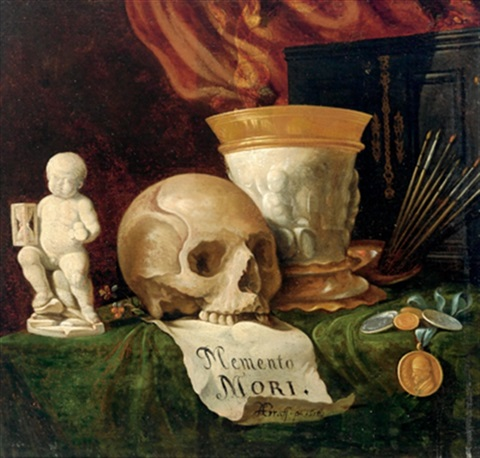
Un Memento mori par Johann Andreas Graff, XVIIIe siècle.

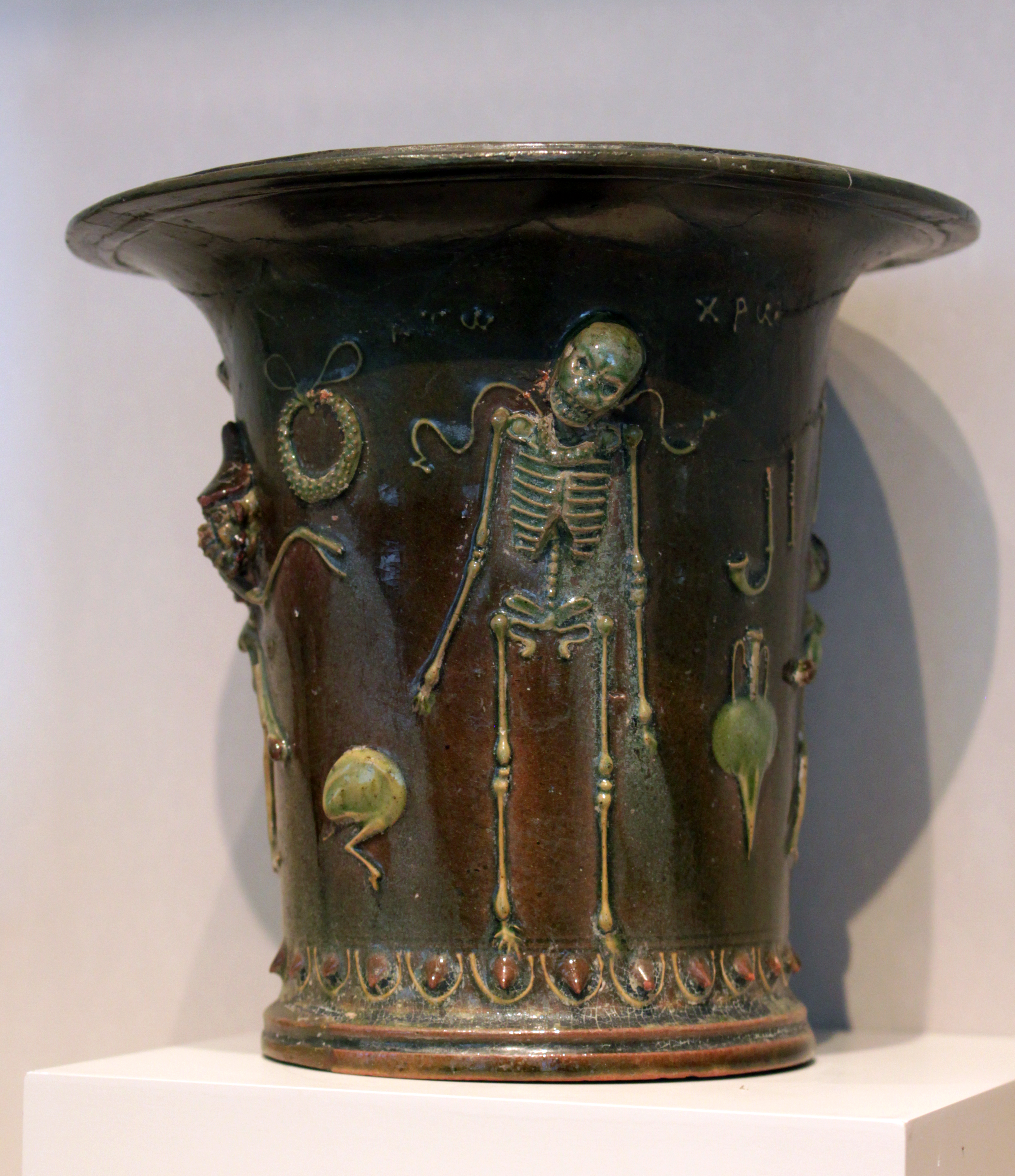
Coupe à boire, s. av. J.-C.-Ier siècle s. apr. J.-C., céramique à glaçure plombifère.
Berlin, Altes Museum

Cette formule du christianisme médiéval exprime la vanité de la vie terrestre. Elle se réfère à l'« art de mourir », ou Ars moriendi, et induit une éthique du détachement et de l'ascèse. Elle est proche de plusieurs autres locutions latines : Vanitas vanitatum et omnia vanitas (« Vanité des vanités et tout est vanité »), tirée du Livre de l'Ecclésiaste ; In ictu oculi (« En un clin d'œil ») tirée de la Première Épître aux Corinthiens ; et Sic transit gloria mundi (« Ainsi passe la gloire du monde »), une formule d'intronisation papale.
Son origine remonte à l'Antiquité gréco-romaine, quand un esclave se tenait aux côtés d'un général victorieux lors de son triomphe afin de lui rappeler sa condition de mortel. La locution Hominem te esse memento (« Souviens-toi que tu es un homme », c'est-à-dire « ... un simple mortel ») était également employée.
Cette vision de la condition humaine a donné lieu à de nombreuses représentations artistiques.
Par extension, un memento mori désigne également un objet ou une action destiné à rappeler le souvenir d’un ou des défunts.

## Histoire

### Antiquité

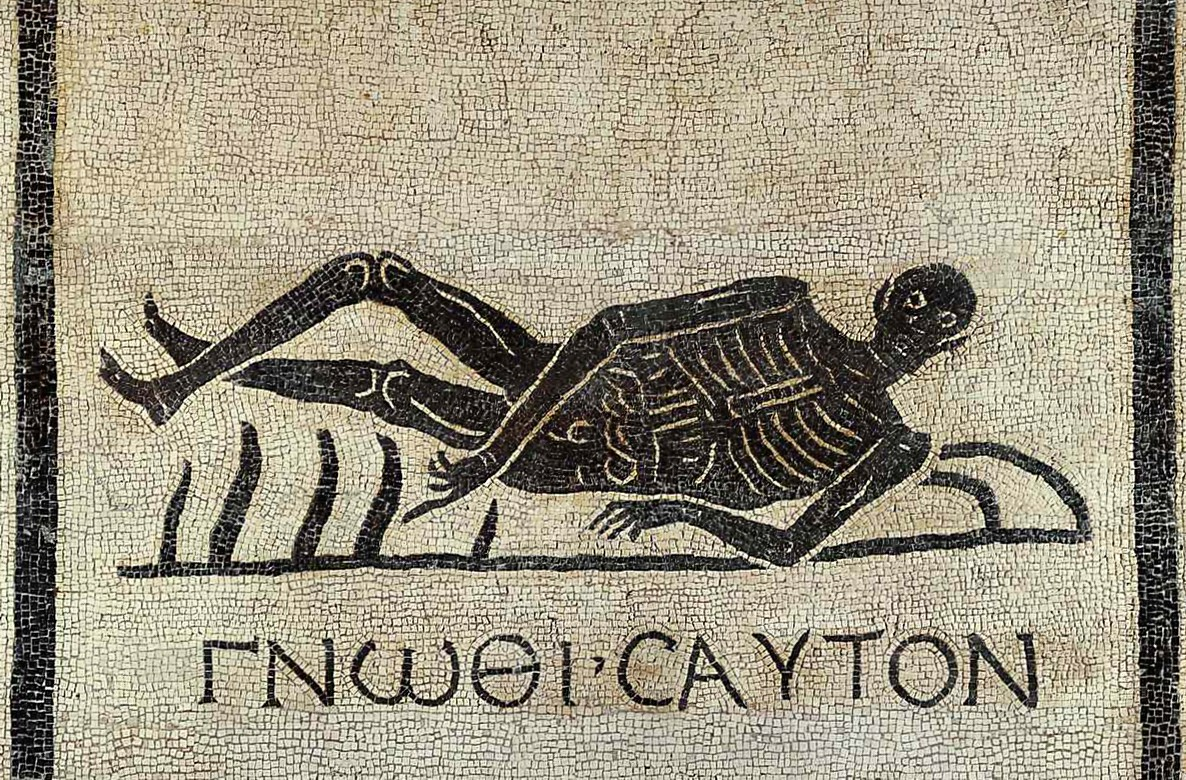
Mosaïque romaine associant le graphisme d'un memento mori au Gnothi seauton delphique. Provient des excavations de l'église San Gregorio al Celio (Rome) ; actuellement au Musée des Thermes de Dioclétien.

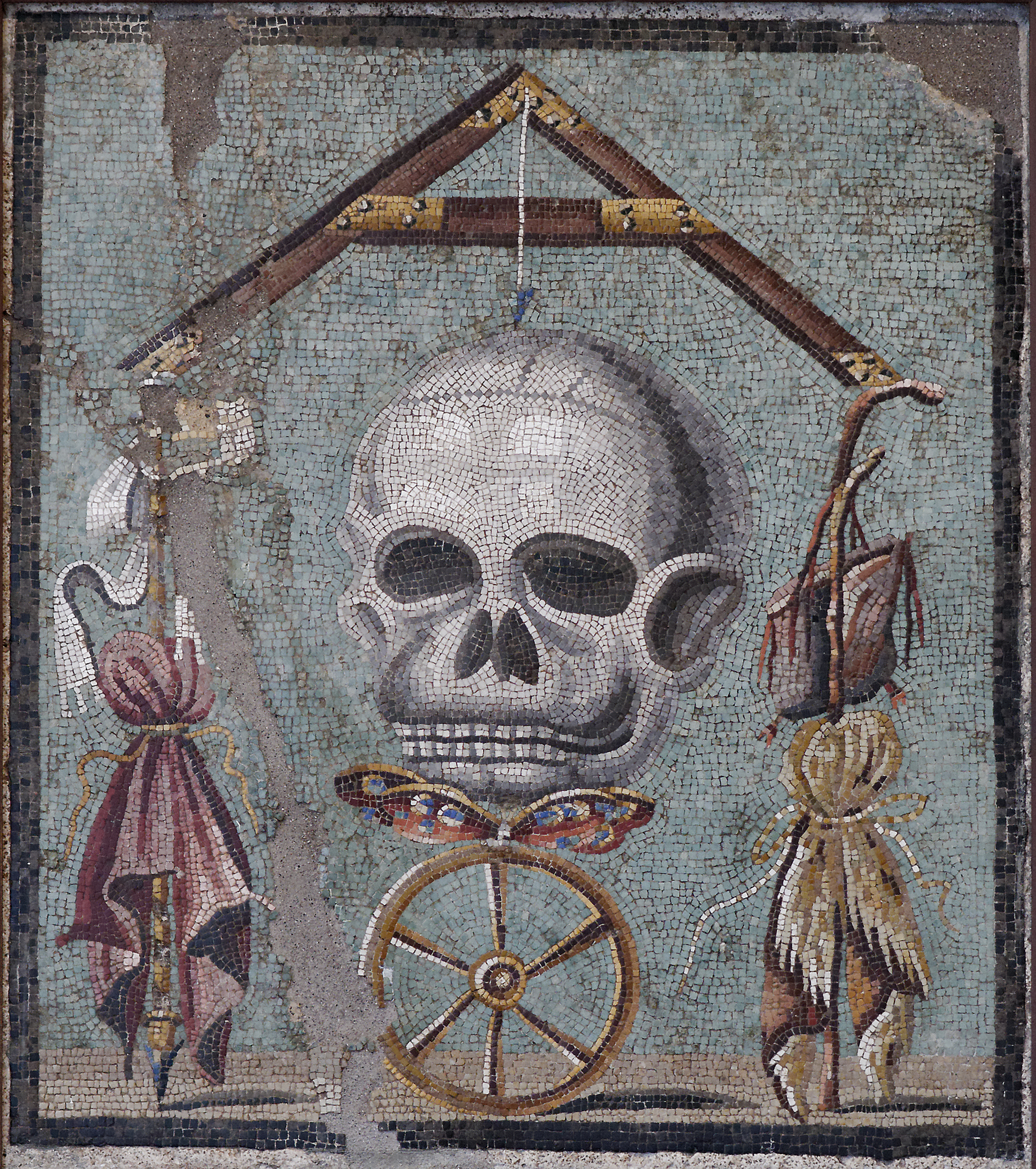
Memento mori, mosaïque romaine, Musée archéologique national de Naples.

"Memento mori  est un grand classique de la philosophie stoïcienne. Pour le philosophe stoïcien, se rappeler qu’il est mortel le conduit à l’humilité de ses choix de vie, sans pour autant manquer l’ambition."
Comme expliqué par Marc Aurèle « La perfection de notre conduite consiste à employer chaque jour que nous vivons comme si c’était le dernier, et à n’avoir jamais ni impatience, ni langueur, ni fausseté. Il nous faut nourrir l’âme avec la sagesse qui vient de l’acceptation de la mort »
On dit que dans la Rome antique, la phrase était répétée par un esclave au général romain lors de la cérémonie du triomphe dans les rues de Rome. Debout derrière le général victorieux, un serviteur devait lui rappeler que, malgré son succès d'aujourd'hui, le lendemain était un autre jour. Le serviteur le faisait en répétant au général qu'il devait se souvenir qu'il était mortel, c'est-à-dire « Memento mori ». Il est pourtant plus probable que le serviteur disait « Respice post te! Hominem te esse memento! » (« Regarde autour de toi, et souviens-toi que tu n'es qu'un homme ! »), comme l'a écrit Tertullien au chapitre 33 de son Apologétique.
Pour Épicure aussi, la crainte de la mort est la source de tous nos troubles, il faut donc se rappeler sa propre mortalité non pas pour l'exorciser mais pour l'accepter sereinement : "Prends l’habitude de penser que la mort n’est rien pour nous. Car tout bien et tout mal résident dans la sensation : or la mort est privation de toute sensibilité. Par conséquent, la connaissance de cette vérité que la mort n’est rien pour nous, nous rend capables de jouir de cette vie mortelle, non pas en y ajoutant la perspective d’une durée infinie, mais en nous enlevant le désir de l’immortalité. Car il ne reste plus rien à redouter dans la vie, pour qui a vraiment compris que hors de la vie il n’y a rien de redoutable." Accepter notre mortalité permet pour Épicure de centrer sa vie sur le moment présent sans se soucier d'un avenir incertain.  
Horace, poète Latin adepte de l'épicurisme, développera cette pensée dans ses vers "Carpe diem, quam minimum credula postero" « Cueille le jour présent sans te soucier du lendemain ».  

### Christianisme

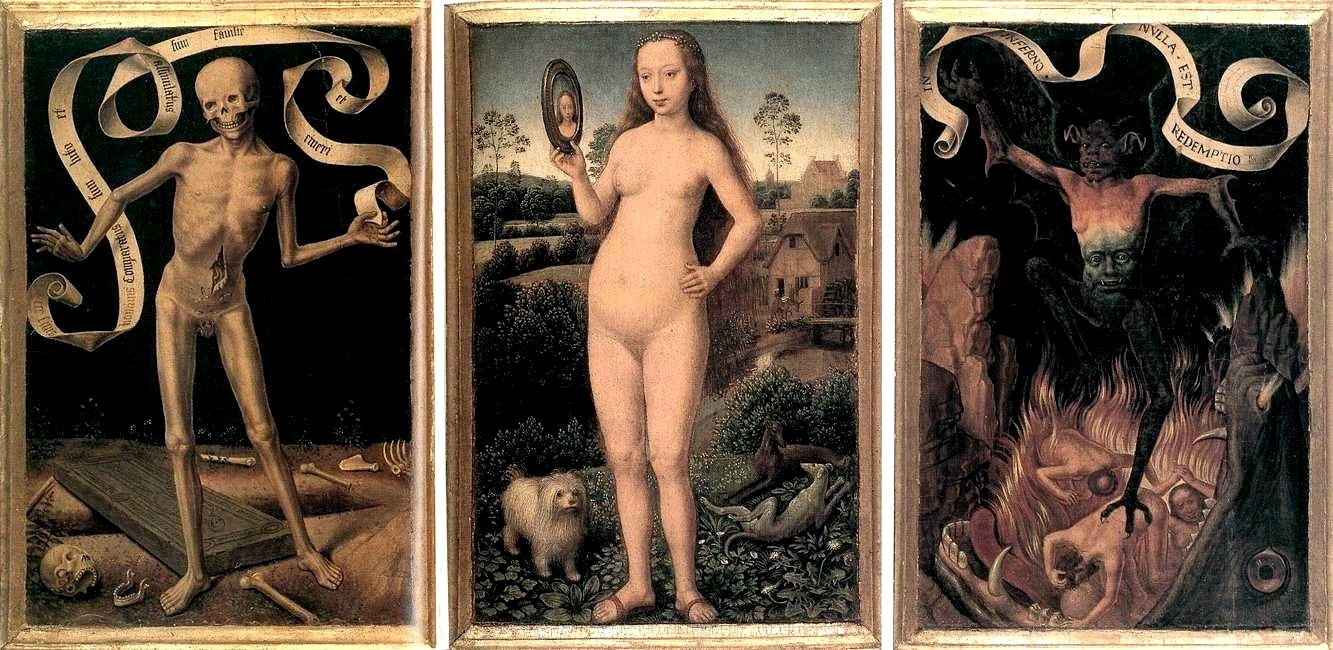
La Vanité terrestre et la salvation divine,
triptyque d'Hans Memling

Mais cette pensée s'est surtout développée avec le christianisme, dont l'insistance sur le paradis, l'enfer, et le salut de l'âme ont amené la mort au premier rang des préoccupations. C'est pourquoi la plupart des memento mori sont des produits de l'art chrétien. Dans le contexte chrétien, le memento mori acquiert un but moralisateur complètement opposé au thème du Nunc est bibendum de l'Antiquité classique. Pour le chrétien, la perspective de la mort sert à souligner la vanité et la fugacité des plaisirs, du luxe, et des réalisations terrestres, et devient ainsi une invitation à concentrer ses pensées sur la perspective de la vie après la mort.
Une injonction biblique souvent associée au memento mori dans ce contexte est « In omnibus operibus tuis memorare novissima tua, et in aeternum non peccabis » (Siracide 7:36, « Dans toutes tes actions souviens-toi de ta fin, et tu ne pêcheras jamais »).
Mori est un présent et non un futur (ce serait : « moriturum esse »). Ce qui donne : « n'oublie pas de mourir » et non : « prépare-toi à mourir » et peut aussi éclairer la conception chrétienne de la mort, selon laquelle il s'agirait moins d'un évènement de clôture (toute la tradition philosophique jusqu'à Heidegger) que « d'une possibilité de tous les instants, qu'on pourrait manquer par inadvertance. »[réf. à confirmer].

## Représentation dans les arts

### Peinture

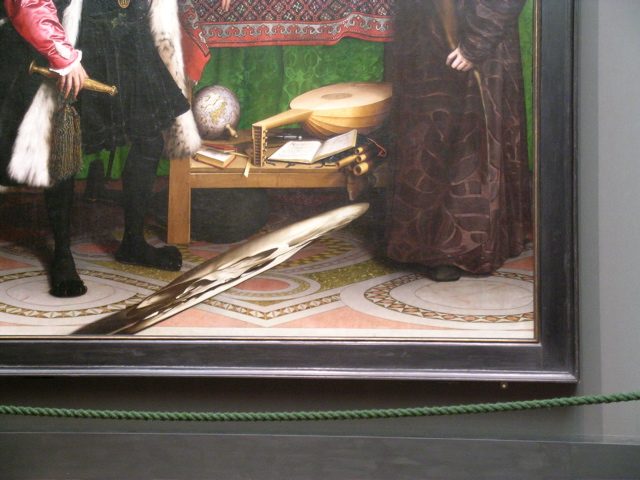
L'anamorphose du crâne
(détail du tableau Les Ambassadeurs, par Hans Holbein)

Le célèbre tableau de Hans Holbein, Les Ambassadeurs recèle une image cachée de crâne grâce au procédé de l'anamorphose.
Dans La Trinité (vers 1425) de Masaccio, qui se trouve dans la basilique Santa Maria Novella de Florence, le peintre représente à la base du tableau un transi, celui d'Adam, sur un tombeau, au-dessus duquel est inscrite : « Ce que vous êtes, je le fus. Ce que je suis vous le serez aussi ». Cette fresque se trouve dans le bas-côté gauche, et elle fait face à la porte qui ouvre sur le cimetière.
Une forme particulière de nature morte, très en vogue au XVIIe siècle et appelée vanitas, « vanité » en latin, illustre la pensée du Memento mori : on représente dans ce genre de peintures un symbole de mortalité, souvent mis en opposition avec des symboles de gloire ou de beauté. Les symboles pouvaient être évidents, comme des crânes, ou plus subtils, comme une fleur qui perd ses pétales.

### Littérature
- Si vous ne connaissez pas le sujet, laissez ce bandeau (vous pouvez alors contacter les auteurs).
- Si vous supprimez le contenu mis en cause (vous pouvez préalablement contacter les auteurs),

argumentez précisément cette suppression dans la page de discussion
(un manque de référence n'est pas un argument ; une recherche réelle de référence doit avoir été effectuée, être formellement documentée).

#### Littérature anglaise
Le dramaturge John Webster a aussi laissé une importante pièce La duchesse d'Amalfi (jouée en 1613, publiée en 1623 et considérée comme son chef-d'œuvre) qui puise aux mêmes sources que les vanités, ces méditations baroques sur la mort. Et cette pièce est une méditation puissante sur le temps et la mort, qui relève de la tradition baroque des memento mori. La pièce abonde d'ailleurs en allusions à l'iconographie et à la rhétorique des vanités. À la duchesse qui demande à l'un des personnages de lui dire qui elle est, celui-ci répond « Tu es une boîte de semences vermifuges, au mieux, un coffret de poudre de momies. Cette chair, qu'est-elle ? un peu de lait caillé, un grotesque soufflé. (IV, 2) ». Pour L. Cottegnies, ce faisant, « il reprend (...) à travers l'image du corps-prison, la méditation plus universelle sur la déréliction de l'être dans l'existence, essentielle à l'esthétique baroque. »